# Swithland Reservoir

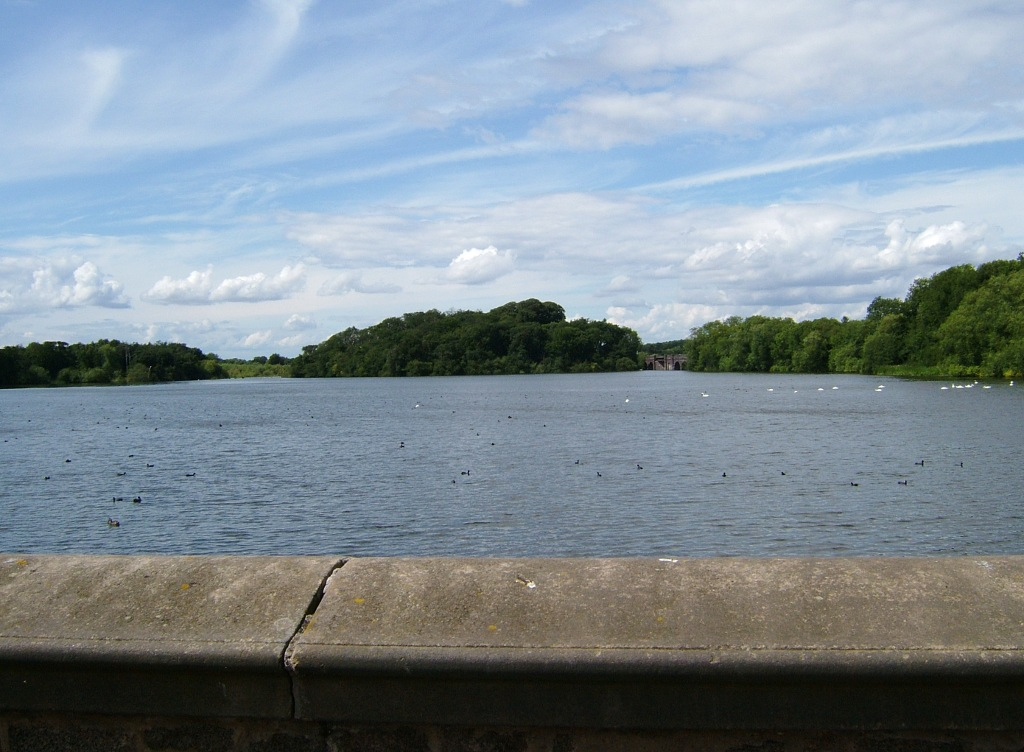
Swithland Reservoir

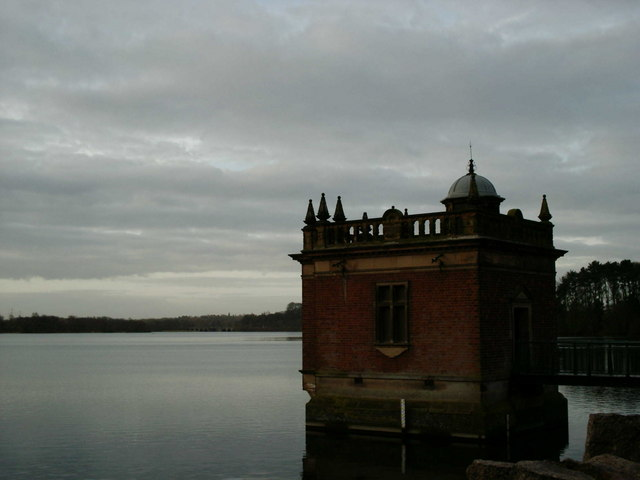
Budynek pompowni

Swithland Reservoir – zbiornik wodny położony na północny wschód od miejscowości Swithland w hrabstwie Leicestershire w Wielkiej Brytanii.
Nazwa zbiornika wzięta od nazwy miejscowości. Rozpoczęcie pudowy zbiornika zaczęto w 1894, ukończono w 1896 roku, oddano do użytku 10 września tego samego roku. W trakcie budowy zbiornika usunięto 5800 drzew.
W południowej części zbiornika znajduje się wyspa zwana Brazylijską (Brazil Island).
Długość zapory wynosi 914 metrów, szerokość 7,93 metra.
Zbiornik w południowej części przecinają dwa wiadukty kolejowe przebiegając przez Brazylijską Wyspę, oraz most drogowy o nazwie The Ridinks. Zbiornik zbudowany na rzece Lin.